# Jacobus Leisten
Jacobus Leisten, né le 25 mars 1844 à Düsseldorf, et mort le 21 novembre 1918 dans la même ville, est un artiste peintre prussien.

## Biographie
Jacobus Leisten naît le 25 mars 1844 à Düsseldorf,.
Il est un élève de Wilhelm Sohn à Düsseldorf et étudie à l'Académie des beaux-arts de Munich de 1868 à 1873. Là, il est influencé par Karl von Piloty. De 1895 à 1896, il fait un voyage d'étude en Italie. Jacobus Leisten peint surtout des scènes de la vie folklorique tyrolienne et des scènes de genre historiques.
Jacobus Leisten meurt le 21 novembre 1918 dans sa ville natale,.